# Campanha nas Ilhas Vulcano e Ryukyu
A Campanha nas Ilhas Vulcano e Ryūkyū foi uma série de combates e confrontos, ocorridos entre janeiro e junho de 1945, entre as Forças Aliadas e as forças do Império Japonês durante a campanha no Oceano Pacífico na Segunda Guerra Mundial.
A campanha ocorreu nos grupamento de ilhas de Vulcano e Ryukyu. Os principais combates da campanha foram a Batalha de Iwo Jima (16 de fevereiro-26 de março de 1945) e a Batalha de Okinawa (1 de abril-21 de junho de 1945). Uma das maiores batalhas navais da guerra aconteceu durante esta campanha, a chamada Operação Ten-Go (7 de abril de 1945).
Esta campanha foi parte de uma operação ainda maior, a chamada Campanha Japão, que deveria servir de preparação para a invasão por terra daquele país, além de apoiar os bombardeios aéreos e navais as suas ilhas principais. O lançamento das bombas atômicas em duas cidades japonesas acabou por forçar a rendição do Japão sem que uma invasão fosse necessária.